# Villa Oliva (Paraguay)
Villa Oliva è un centro abitato del Paraguay; è situato nel dipartimento di Ñeembucú, di cui forma uno dei 16 distretti. 

## Popolazione
Al censimento del 2002 la località contava una popolazione urbana di 639 abitanti (3.254 nel distretto).

## Caratteristiche
Villa Oliva è situata sulla riva sinistra del fiume Paraguay nella parte più settentrionale del dipartimento; la principale attività economica è l'allevamento. La località soffre un forte isolamento dalle altre zone del paese, a causa della mancanza di strade asfaltate e dell'erosione dei terreni provocata dall'azione del fiume.